# Millan och Lasse
Millan och Lasse är en svensk dramaserie med skoltema som visades i SVT:s ungdomsprogram Bullen 1990. Millan och Lasse är en spinoff på en annan serie, Klassliv, som även den visades i Bullen.

## Rollista
- Kim Sulocki - Lasse
- Natalie Dizdarevic - Millan (Mildred)
- Krister Henriksson - Hans (Millans pappa)
- Anders Ahlbom - Rektor
- Peter Hüttner - Slakteriförman
- Lena-Pia Bernhardsson - Elise
- Peter Andersson - Mekaniker
- Charlie Elvegård - Gatuköksägare
- Görel Schönbäck - Sonja (Hans sambo)
- Caroline Rendahl - Lisbeth (Sonjas Dotter)
- Eva Stenson - Lasses mamma
- Soji Kawakita - Reseledare
- Tomas Laustiola - Millans mammas bekant
- Kari Sylwan - Millans Mamma
- Fillie Lyckow - Lärarinna
- Margreth Weivers - Barnmorska